# 金融街购物中心
39°54′51″N 116°21′20″E / 39.914209°N 116.355457°E

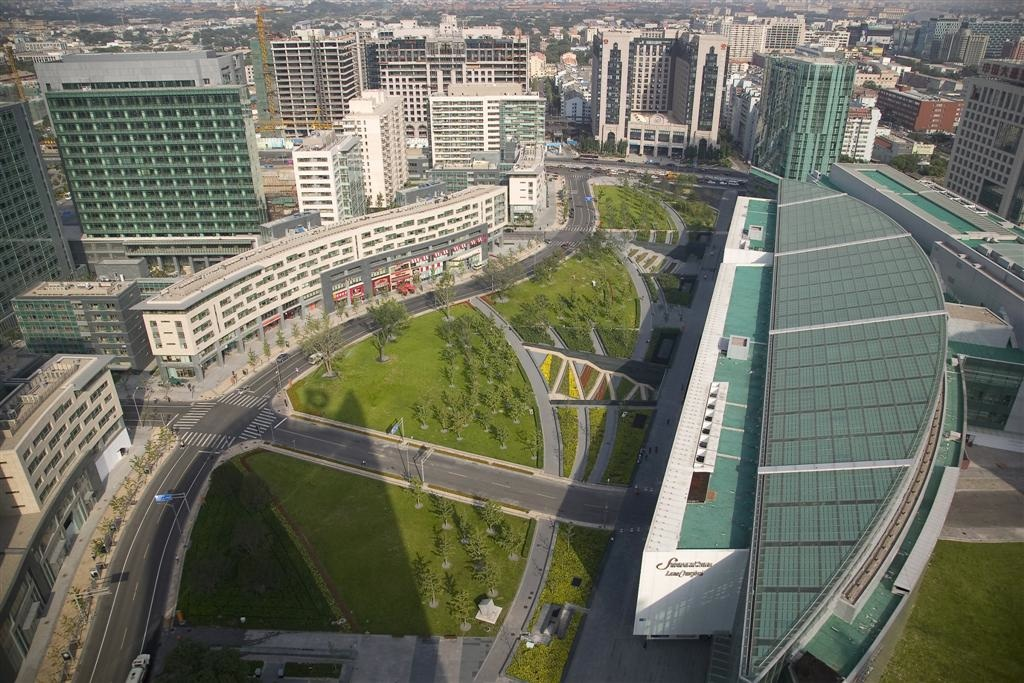
自西向东俯瞰金融街中心广场（左）和金融街购物中心（右）

金融街购物中心，位于北京市西城区金城坊街2号，是北京金融街的主要购物休闲场所。

## 简介

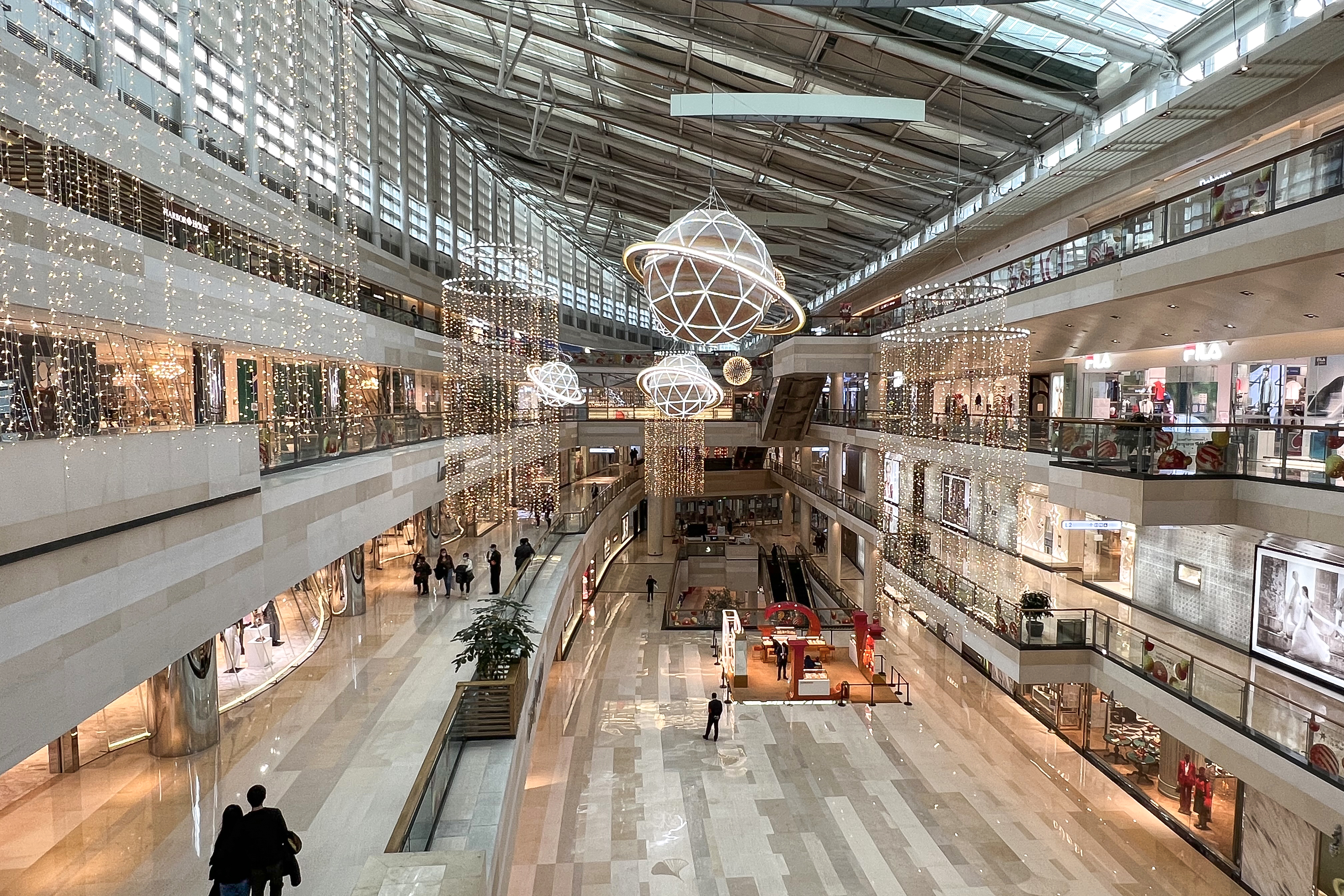
内景（2022年2月）

2004年，金融街集团开始开发该购物中心，总体量约9万平方米、总投资13亿元人民币。2006年，北京金融街四季置业有限公司更名北京金融街购物中心有限公司，法人代表是高靓。
2007年9月16日，金融街购物中心开业。金融街购物中心位于金融街中心广场南侧。开业时定位高端，引入了许多高端品牌，连卡佛百货面积占据了金融街购物中心3层。但因地理位置欠佳，且定位过于高端，2011年金融街购物中心全年销售额仅为11亿元人民币。自2013年起，受中央“八项规定”等反腐政策影响，消费零售市场中高端消费市场下滑，金融街购物中心销售和租金收入减少。2013年9月，凯德商用董事总经理姚启怀跳槽到金融街购物中心，操盘商业地产的开发运营。2014年6月，姚启怀宣布进行业态布局调整，将餐饮比例从15%扩大一倍，餐饮品牌客单价定位在100至200元人民币。同时还调整租户，引进符合大众消费水平的时尚及餐饮品牌。经过四年调整，2017年一季度金融街控股公司自持物业营业收入较2016年同期增加10%。
金融街购物中心四层的健身中心原名金融家俱乐部，采用会员制，健身年费高达近两万元人民币。金融街控股公司2013年年报称，当年俱乐部收入超过两千万元人民币。但受反腐政策影响，金融家俱乐部于2014年更名为北京体育活动中心，年报也不再披露会费收入。
金融街购物中心因为靠近中国证监会，门前展台摆放的物品曾成为新闻焦点。2016年为迎接六一儿童节，金融街购物中心展出动画片《熊出没》的卡通人物熊大、熊二，正对着中国证监会、北京银行、交通银行方向摆放，被认为暗喻A股熊市及生意不景气，最后金融街购物中心管理层决定将熊大和熊二连夜送入仓库，原位置以两只猴子取代。2016年11月28日，金融街购物中心大厅展台展出一只黑天鹅艺术品，被认为暗喻A股发生黑天鹅事件，摆放仅半日便由工作人员撤回。
2013年3月，金融街购物中心（天津）有限公司成立，注册资本1000万元。另外广东惠州还有金融街巽寮湾天后宫商业街。